# Jules Basdevant
Jules Basdevant (Anost, 15 april 1877 - aldaar, 17 maart 1968) was een Frans rechtsgeleerde en rechter. Bij de oprichting van het Internationaal Gerechtshof in 1946 werd hij benoemd tot rechter en hij bleef aan in die functie tot 1964. Vanaf de start was hij vicepresident en daarna van 1949 tot 1952 president van het Hof.

## Levensloop
Basdevant studeerde af met een doctoraat in rechtsgeleerdheid en was vanaf 1903 hoogleraar aan de Universiteit van Parijs.Hij onderwees in de loop van de tijd eveneens aan andere universiteiten, zoals het Institut d'études politiques de Paris en de universiteit van Rennes. Daarna wisselde hij naar de universiteit van Grenoble waar hij tot 1918 aanbleef.
In dat jaar ging hij terug naar Parijs waar hij vanaf 1922 de leerstoel van internationaal recht bekleedde. Verder onderwees hij vanaf 1936 aan de Haagsche Academie voor Internationaal Recht.
Van 1930 tot 1941 was hij juridisch adviseur van het Franse Ministerie van Buitenlandse Zaken en vanaf 1946 werd hij rechter en tevens vicepresident van het nieuw opgerichte Internationale Gerechtshof in Den Haag. Vervolgens was hij van 1949 tot 1952 president van het Hof; als rechter bleef hij aan tot 1964.
Basdevant werd in 1964 opgenomen in het Franse Legioen van Eer. In 1967 richtte hij nog op 90-jarige leeftijd het wetenschappelijk genootschap Académie du Morvan op in het Château-Chinon.
Hij bracht een groot aantal publicaties voort en stelde na het eind van de Eerste Wereldoorlog verdragen en conventies op tussen Frankrijk en andere landen.